# Républicains modérés (Deuxième République)
Les républicains modérés, appelés aussi « républicains libéraux» ou « républicains bourgeois », représentent la principale force politique au début de la IIe République, issue de la Révolution de février 1848.
Leur influence chute à la suite de l'élection de Louis-Napoléon Bonaparte à la présidence de la République, en décembre 1848 et se retrouvent alors dans l'opposition aux côtés des Démocrates-socialistes.

## Artisans de laIIeRépublique

### Révolution de 1848
Ces républicains libéraux sont issus de la branche modérée du parti républicain sous la Monarchie de juillet, réunie autour du journal Le National dirigé par Armand Marrast qui lança l'appel à manifester le 22 février 1848 aux Parisiens.
Ils participent donc activement à la révolution de février 1848 et forment la majorité du gouvernement provisoire autour, notamment, de Lamartine, Arago, Garnier-Pagès et Dupont de l'Eure, qui est symboliquement choisi comme chef de gouvernement.
Dans la répartition des postes, les modérés dominent également, dans la mesure où les socialistes n'ont pas obtenu de ministères. Dans cette situation, les modérés se retrouvent en position de force pour préparer les élections législatives de 1848. Tout en refusant aux socialistes de repousser trop fortement les élections, ils s'assurent également par le biais des commissaires de la République de faire en sorte que le vote provincial soit républicain, par opposition aux monarchistes.
C'est à cette époque qu'apparaît la différenciation entre les « républicains de la veille », qui portaient avant même la révolution des convictions républicaines, et les « républicains du lendemain », ralliés opportunément au nouveau régime. On trouve parmi eux des légitimistes, heureux d'être débarrassés de la monarchie de Juillet, et des catholiques qui avaient souffert de restrictions sous le régime de Louis-Philippe. L'historien Samuel Hayat relève que « les républicains modérés ne rompent avec la logique du gouvernement représentatif [en vigueur sous la monarchie de Juillet] que par l'extension du suffrage. Les grands traits de la théorie du gouvernement représentatif — la séparation stricte entre État et société, donc l'absence d'intervention économique de l'État, le gouvernement par les capacités, l'exclusion des citoyens de la participation directe aux affaires publiques — sont reconduits ».

### Élections législatives de 1848
À la suite des élections, l'Assemblée contituante comprend une très nette majorité de ces républicains modérés, parmi lesquels se cachent cependant maints orléanistes et légitimistes provisoirement ralliés. Les « républicains du lendemain » y sont en effet en grand nombre et l'union n'est que provisoire.

### Les républicains modérés au pouvoir
La formation de la commission exécutive se conforme à cette majorité en donnant aux républicains modérés, en apparence vainqueurs, une grande place, en ne faisant que quelques concessions aux socialistes. Les élections partielles qui suivent marquent cependant une nouvelle tendance puisque pas un des candidats de la tendance du National n'est élu, cédant la place à des hommes liés soit aux tendances monarchistes (notamment Adolphe Thiers) soit au socialisme.
Avec, notamment, les journées de Juin, la politique de la majorité se durcit. Les troubles poussent à remplacer la commission exécutive par un gouvernement mené par le général Eugène Cavaignac, républicain convaincu, qui est aussi favori pour l'élection présidentielle qui se profile. Il est notamment soutenu par l'Association démocratique des amis de la Constitution.

## Débâcles électorales

### Élection présidentielle de 1848
Cependant, tandis que la majorité se craquelle, la droite hésite sur le candidat à soutenir, entre Cavaignac et Louis-Napoléon Bonaparte. Ce dernier finit par obtenir leur préférence. Sa victoire écrasante à l'élection présidentielle (Eugène Cavaignac arrive deuxième avec 19,61 % des voix) marque l'éviction des républicains modérés du gouvernement au profit du parti de l'Ordre.

### Élections législatives de 1849
Les élections législatives de 1849 amènent la marginalisation définitive des républicains modérés : ils n'obtiennent que 70 à 75 sièges, souvent grâce à des coalitions : le désaveu est massif.